# ARNI
Ne doit pas être confondu avec ARN interferent ou ARN interagissant avec Piwi.
Pour les articles homonymes, voir Arni.
L'ARNI ou ARN I (à ne pas confondre avec l'ARN interférent, ARNi) est un ARN non codant qui est un répresseur antisens de la réplication de certains plasmides d'Escherichia coli, dont ColEl. La réplication du plasmide est généralement initiée par ARN II, qui agit comme une amorce en se liant à sa matrice d'ADN. L'ARNI complémentaire se lie à l'ARN II lui interdisant son rôle d'initiation. La vitesse de dégradation de l'ARNI est donc un facteur majeur dans le contrôle de la réplication plasmidique. Ce taux de dégradation est facilité par le pcnB (numéro de copie de plasmide B) du produit du gène, qui « polyadényle » l'extrémité 3' de l'ARNI en le ciblant pour la dégradation par la PNPase.